# برومباختال
برومباختال (به آلمانی: Brombachtal) یک شهر در آلمان است که در اودنوالدکرایس واقع شده‌است. برومباختال ۳٬۶۹۰ نفر جمعیت دارد.